# Jürgen Aschoff
Jürgen Walther Ludwig Aschoff (* 25. Januar 1913 in Freiburg im Breisgau; † 12. Oktober 1998 ebenda) war ein deutscher Mediziner und Verhaltensphysiologe; zusammen mit Erwin Bünning und Colin Pittendrigh Begründer der Chronobiologie.

## Leben
Jürgen Aschoff wurde als fünftes Kind des Pathologen Ludwig Aschoff (Aschoff-Tawara-Knoten) und seiner Frau Clara geboren. Nach dem Abitur an einem humanistischen Gymnasium studierte er – laut eigener Aussage „[m]angels spezifischem Interesse“ – Medizin an der Universität Bonn, wo er 1931 der Burschenschaft Alemannia Bonn beitrat. Nach seinem Abschluss 1937 an der Universität Freiburg wurde er dort ein Jahr später mit der Dissertation Blutalkoholkurve und Gewöhnung zum Dr. med. promoviert. Als Medizinalassistent ging Aschoff an die Chirurgische Klinik in Bonn, um Sorge dafür zu tragen, dass in der Bonner Kameradschaft Bismarck, die seine gleichgeschaltete Burschenschaft Alemannia mittlerweile ersetzt hatte, weiterhin Traditionen der Alemannia gepflegt wurden. Nachdem er sich damit nicht durchsetzen konnte, wechselte er nach Göttingen und schloss sich der Kameradschaft Friedrich Wilhelm von Braunschweig an.
Die Buchkünstlerin Eva Aschoff war seine Schwester.
Aschoff war am Physiologischen Institut der Universität Göttingen tätig und nahm am 26. und 27. Oktober 1942 an der Tagung über Ärztliche Fragen bei Seenot und Winternot in Nürnberg teil, wo auch über die „Unterkühlungsversuche“ im KZ Dachau referiert wurde. Er habilitierte sich 1944. Am 1. September 1947 wurde er Dozent und kommissarischer Leiter des Physiologischen Instituts der Universität Würzburg am Röntgenring 9. Zwei Jahre später trat er seine erste Professorenstelle an der Göttinger Universität als Physiologe an.
Ab 1952 arbeitete er am Max-Planck-Institut für medizinische Forschung in Heidelberg. Er war von 1967 bis 1979 Direktor am Max-Planck-Institut für Verhaltensphysiologie in Seewiesen (Standort Andechs) und Wissenschaftliches Mitglied der Max-Planck-Gesellschaft. In der Zeit in Seewiesen war er außerplanmäßiger Professor in München. Weiterhin war er von 1972 bis 1976 Senator der Max-Planck-Gesellschaft. Seit 1978 war er Mitglied der Gelehrtenakademie Leopoldina, weiterhin gehörte er der mathematisch-naturwissenschaftlichen Klasse der Bayerischen Akademie der Wissenschaften von 1984 bis 1987 als ordentliches Mitglied an, nach seinem Umzug nach Freiburg 1987 war er korrespondierendes Mitglied.
Nach seinem Rückzug in den Ruhestand 1983 und 1987 nach dem Umzug zurück nach Freiburg setzte Aschoff seine wissenschaftliche Arbeit in Form von weiteren Veröffentlichungen fort. Jürgen Aschoff starb 10 Monate nach seiner Frau nach kurzer Krankheit im Alter von 85 Jahren.

## Wirken
Seine frühen Publikationen machte er im Bereich Physiologie über die Thermoregulation. Fast zwangsläufig stellte Aschoff bei seinen Forschungen über die Körpertemperatur des Menschen (auch bei Eigenuntersuchungen) einen 24-Stunden-Rhythmus der Körpertemperaturschwankungen fest. Aber als „einsamer Wolf“, wie er sich selbst nannte, hatte er keinen Kontakt zu anderen Wissenschaftlern, die sich mit diesen Phänomenen beschäftigten. Außerdem waren ihm die Freilauf-Rhythmen bei Pflanzen unbekannt. Aschoff äußerte einmal, dass die Botaniker den Zoologen 103 Jahre voraus seien, was die Entdeckung der circadianen Rhythmik anbetraf.
1953 traf Aschoff Erwin Bünning, einen der ersten Chronobiologen. Die Beziehung der beiden war freundschaftlich. 1958 lernten Aschoff und Colin Pittendrigh sich kennen und blieben ihr Leben lang befreundet.
Aschoff, Bünning und Pittendrigh waren 1960 die Hauptinitiatoren des „Cold Spring Harbor Symposiums für biologische Uhren“. Hier legten sie den virtuellen Grundstein für die biologische-Rhythmen-Forschung im 20. Jahrhundert.
1954 trafen Aschoff und Gustav Kramer, der die Sonnenkompassorientierung bei Vögeln entdeckt hatte, sich zum ersten Mal.
1958 holten Konrad Lorenz und Erich von Holst Aschoff nach Seewiesen. Von Erich von Holst lernte er viel über die Kopplung von Oszillatoren und dem Phänomen der relativen Koordination. Kurze Zeit später übernahm Aschoff eine für ihn neu gegründete Abteilung des Max-Planck-Instituts für Verhaltensphysiologie in Erling-Andechs, sodass dort neben der „klassischen“ und eher beschreibenden Ethologie tatsächlich auch physiologisch geforscht wurde.
Kurz nachdem Aschoff zum Direktor des Max-Planck-Instituts für Verhaltensphysiologie in Andechs ernannt worden war, begannen auch Rütger Wever und Eberhard Gwinner in Andechs zu arbeiten. Das Institut entwickelte sich mit den Jahren zum Mekka der Chronobiologie.
Viele Wissenschaftler aus der ganzen Welt kamen nach Andechs, um zusammen mit Aschoff zu arbeiten, unter anderen auch Colin Pittendrigh und Serge Daan. Hier fanden sie eine ausgezeichnete Ausstattung und – einmalig auf der Welt - den „Bunker“, eine in den Berg gegrabene Isolationseinrichtung für die Erforschung von menschlichen und tierischen circadianen Rhythmen. Der Bunker wurde unter Mithilfe der NATO in den frühen 1960er-Jahren gebaut.

## Wissenschaftliche Arbeit
Nachdem er bei Eigenversuchen auf den 24-Stunden-Rhythmus bei der menschlichen Temperaturregulation gestoßen war, wuchs bei Aschoff das Interesse an den zugrunde liegenden Mechanismen. Er fing an, weiter Versuche zu diesem Themengebiet zu machen. So zog er Vögel mit der Hand auf und beobachtete etliche Mäusegenerationen, die er unter konstanten Bedingungen im Labor züchtete. Nach diesen Versuchen postulierte er:
- „Die Rhythmik ist angeboren, und es bedarf keiner Bloßstellung an einen 24-Stunden-Tag, um sie zu erzeugen.“

Er setzte seine Arbeit fort, indem er bei Vögeln und Menschen die Einflüsse exogener Stimuli auf das endogene circadiane System untersuchte. Die Intensität kontinuierlicher Beleuchtung modulierte die Frequenz vorhersagbar, wenn auch bei nachtaktiven (nocturnalen) und tagaktiven (diurnalen) Tieren in entgegengesetzter Richtung – ein Phänomen das bald als „Aschoff’s Rule“ (Aschoffs Regel) generalisiert wurde:
- Die Freilauf Periode tau (τ) in nachtaktiven Tieren ist länger in L:L als in D:D, wogegen in tagaktiven Tieren tau in L:L kürzer ist als in D:D  wobei L:L = 24 Stunden Licht und D:D = 24 Stunden Dunkelheit bedeutet

Diese und andere Ergebnisse führten zu einem neuen konzeptionellen Blick auf die Synchronisation von circadianen Rhythmen. Er postulierte einen angeborenen, biologischen Oszillator, welcher in natürlicher Umgebung beispielsweise vom Tag-Nacht-Wechsel synchronisiert ist. Den synchronisierenden Faktor nannte er „Zeitgeber“, ein Wort das auch Eingang in die englische Sprache gefunden hat.
Durch Anwendung der physikalischen Oszillator Theorie konnte Aschoff Vorhersagen zu dem Verhalten von circadianen Systemen und ihrer Antwort auf unterschiedliche Zeitgeber machen. Seine experimentelle und theoretische Arbeit in den 1950er- und 1960er-Jahren legte den Grundstein für die heutige Sicht der circadianen Rhythmen als einem Produkt endogener Oszillatoren und ihrer konstanten Phasenbeziehung zum Licht–Dunkel-Zyklus – dem präzisesten Zeitgeber, den die Erde zu bieten hat.
Aschoff und Wever konnten die gut untermauerte Theorie etablieren, dass menschliche Physiologie und Verhalten genauso von endogenen circadianen Oszillatoren kontrolliert wird, wie das der Tiere.
Diese Erkenntnis hatte weitreichende Effekte in der Biologie und der Medizin. Es führte zu unserem gegenwärtigen Verständnis vieler sozio-medizinischer Probleme, wie sie beispielsweise aus der Schichtarbeit, Affektiven Störungen, Schlafstörungen, dem Altern und Jet-Lag resultieren. Außerdem legte es die Basis für die Optimierung pharmakologischer Therapien.

## Schriften (Auswahl)
- Mit Rütger Wever: Beginn und Ende der täglichen Aktivität freilebender Vögel. In: Journal für Ornithologie. Bd. 103 (1962), H. 1, S. 2–27, doi:10.1007/BF01670845.
- Hrsg.: Circadian Clocks: proceedings of the Feldafing Summer School, 7–18 September 1964. North-Holland, Amsterdam 1965.
- Desynchronization and Resynchronization of Human Circadian Rhythm. In: Aerospace medicine. Bd. 40, H. 8 (August 1969), S. 844–849, PMID 5803983.
- Mit Rütger Wever: The Circadian System of Man. In: Biological Rhythms. 1981, S. 311–331, doi:10.1007/978-1-4615-6552-9 17.

## Belege
1. ↑  Bernhard Grün: Zwischen Fronteinsatz und Freiheitsklang. Studententum und Kameradschaftswesen im Nationalsozialismus (= Historia academica. Schriftenreihe der Studentengeschichtlichen Vereinigung des Coburger Convents. Band 57). Würzburg 2020, S. 216–217.
2. ↑  Ernst Klee: Das Personenlexikon zum Dritten Reich. Frankfurt am Main 2007, S. 20.
3. ↑  Julius-Maximilians-Universität Würzburg: Vorlesungs-Verzeichnis für das Sommer-Halbjahr 1948. Universitätsdruckerei H. Stürtz, Würzburg 1948, S. 11 und 21.

| Personendaten    | Personendaten                                       |
| ---------------- | --------------------------------------------------- |
| NAME             | Aschoff, Jürgen                                     |
| ALTERNATIVNAMEN  | Aschoff, Jürgen Walther Ludwig (vollständiger Name) |
| KURZBESCHREIBUNG | deutscher Biologe und Verhaltensphysiologe          |
| GEBURTSDATUM     | 25. Januar 1913                                     |
| GEBURTSORT       | Freiburg im Breisgau                                |
| STERBEDATUM      | 12. Oktober 1998                                    |
| STERBEORT        | Freiburg im Breisgau                                |